# アラトリステ (映画)
『アラトリステ』 (Alatriste) は、2006年公開のスペイン映画。アルトゥーロ・ペレス＝レベルテによるスペインの小説『アラトリステ』 (西: El capitán Alatriste) シリーズを原作とする映画化作品である。監督はアグスティン・ディアス・ヤネス。孤高の剣士アラトリステの21年に及ぶ後半生を145分の上映時間にまとめた。ヴィゴ・モーテンセンが主演し、アメリカの俳優でありながら全てのセリフをスペイン語で演じた。本作品の製作には2006年時点でのスペイン映画最高額であった2,400万ユーロが投じられた。

## あらすじ
17世紀スペイン、孤高の剣士ディエゴ・アラトリステ・イ・テノーリオの物語。
アラトリステの後半生21年間を描いており、エピソード間で長い時が経過している部分がある。このため各エピソードの年を明記してあらすじを示す。
1622年
スペイン軍の傭兵としてアラトリステはスペイン帝国領土ネーデルラントで反乱軍であるオランダに夜襲をかける。共に戦った若い大貴族グアダルメディーナ伯爵の命を救い、戦友ロペ・バルボアを亡くし息子の将来を託される。
1623年
13歳になるバルボアの息子イニゴは亡父の知人を頼ってマドリードに到着し、戦地から戻ったアラトリステの従者として暮らしはじめる。
スペイン異端審問所長官のボカネグラ神父は二人連れのイングランド人旅行者暗殺を指示する。古い戦友マルティン・サルダーニャ警部補に仕事を仲介されたアラトリステは別ルートで依頼を受けたシチリア人の暗殺者グァルテリオ・マラテスタと襲撃に向かう。しかし襲われた二人の様子を見てアラトリステは暗殺を思いとどまる。身許を隠した二人はイングランド皇太子チャールズと初代バッキンガム公ジョージ・ヴィリアーズであった。アラトリステの知己であるグアダルメディーナ伯爵を通して王の寵臣オリバーレス公伯爵に伝えられ、皇太子は保護される。オリバーレスは暗殺未遂を表沙汰にしないため関係者にスペイン本国から立ち去ることを求める。
またアラトリステは既婚の女優マリア・デ・カストロと、イニゴは貴族で王妃付女官アンヘリカ・デ・アルケサルと出会う。
1624年
アラトリステは従者イニゴを伴い再びネーデルラントに戻る。傭兵隊長アンブロジオ・スピノラの指揮下でオランダが占拠する町ブレダの包囲戦に参加する。包囲は翌年まで続くが遂には敵が降伏し、敗将がスピノラに城門の鍵を譲り渡す開城の儀式にアラトリステも立ち会う。
1635年
ネーデルラントで10年を過ごしたアラトリステは海路で帰国し、スペイン西部の港町カディスに到着する。そこでグアダルメディーナ伯爵から依頼を受け、植民地である新大陸からセビリアに運ばれるはずの財宝を奪い返すためにオランダ私掠船を襲撃する。その船上で敵の一員となっていた暗殺者マラテスタと対決しこれを倒す。
スペイン本国に戻ったアラトリステとマリア、イニゴとアンヘリカの二組のロマンスはどちらも結ばれずに終わる。
1643年
アラトリステはフランスとネーデルラント国境の町ロクロワの郊外でフランス軍と戦う。スペイン軍は全ての騎兵部隊・ほとんどの歩兵部隊が殲滅され敗走する中、アラトリステの所属する一隊のみがテルシオを組み抵抗していた。スペイン歩兵の奮闘にフランス軍は敬意を持って降伏を勧めるが、それを拒否して誇りをかけて戦い続けアラトリステは戦死する。

## 登場人物
ディエゴ・アラトリステ
剣の腕は抜群で教養もあり、平の兵士ながら仲間たちから「カピタン」（隊長）と呼ばれている。軍人として出世する才能がありながら、誇りを傷つけようとする相手には上官であろうと剣を抜く気性ゆえにチャンスを逃している。
イニゴ・バルボア
本作品の最後の戦いから生還し後年にはスペイン軍の近衛隊長になる。イニゴが軍を引退した後にアラトリステの思い出を手記に綴り、それを基にして物語が語られるという設定である。
マリア・デ・カストロ
スペイン随一の人気女優。大手の劇団の主宰者をしているラファエル・コサルという夫がいるがアラトリステを愛している。
アンヘリカ・デ・アルケサル
両親を亡くし、国王秘書官の叔父グァルテリオ・アルケサルに養育される。王妃付きの女官でイニゴの一目惚れの相手。
グアダルメディーナ伯爵
アラトリステを気に入り、屋敷に出入りさせるが、身分の高さゆえ一介の兵士を対等に扱うことはしない。味方にもなるが、宮廷内での権力を保つため敵に回ることもある。
オリバーレス公伯爵
国王に代わって政治を司る事実上の最高権力者で抜け目のない策士。大物貴族の悪事を内密に処理するためアラトリステに極秘任務を依頼する。

## キャスト
- ディエゴ・アラトリステ - ヴィゴ・モーテンセン[3]（木下浩之）
- イニゴ・バルボア - ウナクス・ウガルデ[3]（武藤正史）
- マリア・デ・カストロ - アリアドナ・ヒル[3]（浅野まゆみ）
- アンヘリカ・デ・アルケサル - エレナ・アナヤ[3]（伊藤静）
- グアダルメディーナ伯爵 - エドゥアルド・ノリエガ[3]（桐本琢也）
- グァルテリオ・マラテスタ - エンリコ・ロ・ヴェルソ[2]
- オリバーレス伯爵 - ハビエル・カマラ[3]（遠藤純一）

括弧内は日本語版DVDの吹替え担当。

## スタッフ
- 原作 - アルトゥーロ・ペレス＝レベルテ[1]
- 監督・脚本 - アグスティン・ディアス・ヤネス[1]
- 製作総指揮 - イニゴ・マルコ、ベレン・アティエンサ[2]
- 音楽 - ロケ・バニョス[2]
- 撮影 - パコ・フェメニア[1]
- 編集 - ホセ・サルセド[3]
- 美術 - ベンハミン・フェルナンデス[1]
- 衣装デザイン - フランチェスカ・サルトーリ[3]
- 製作監督 - クリスティーナ・スマラガ[2]

## 物語の時代背景

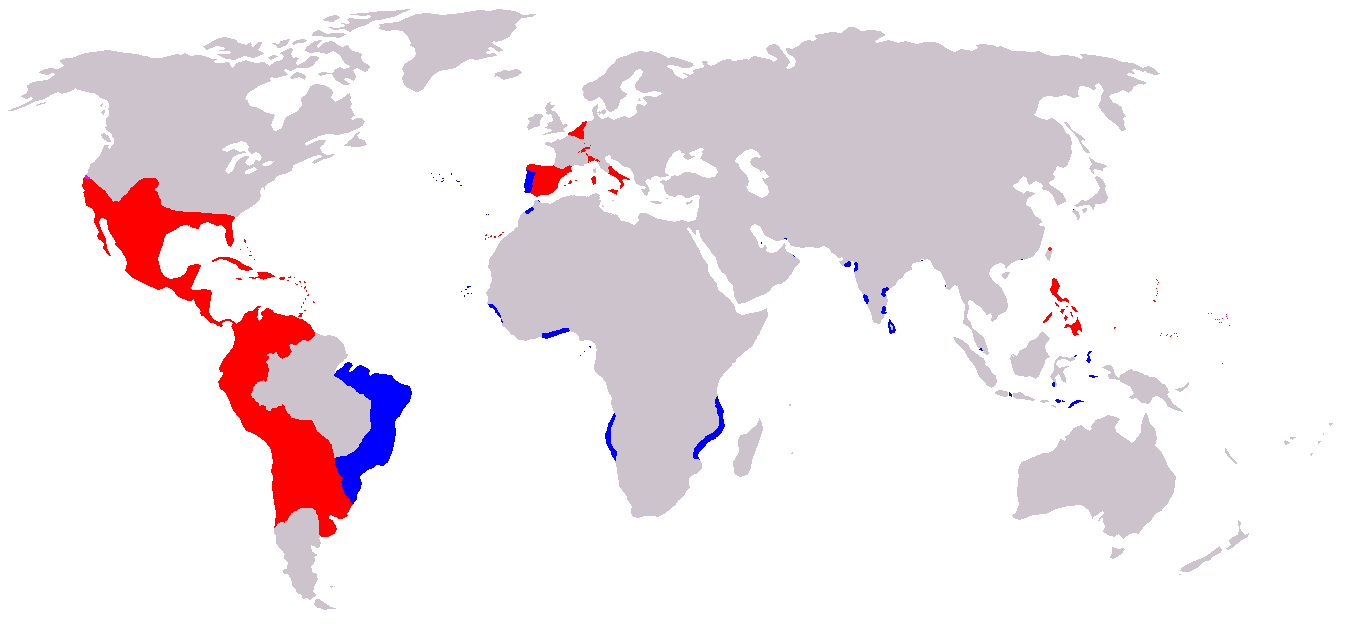
スペイン帝国領土（赤はスペイン王国、青はポルトガル王国）1580年-1640年

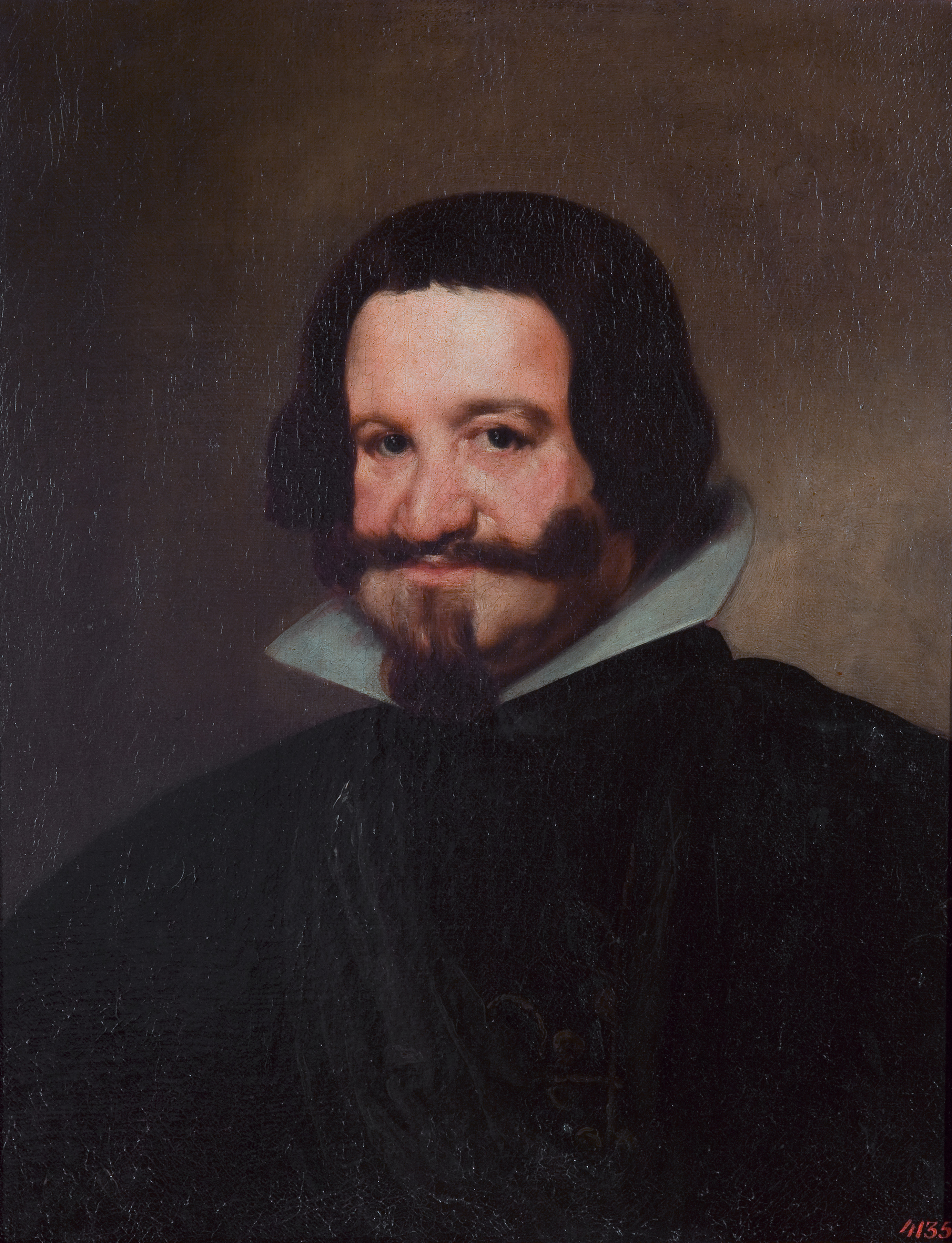
オリバーレス公伯爵、ベラスケス画

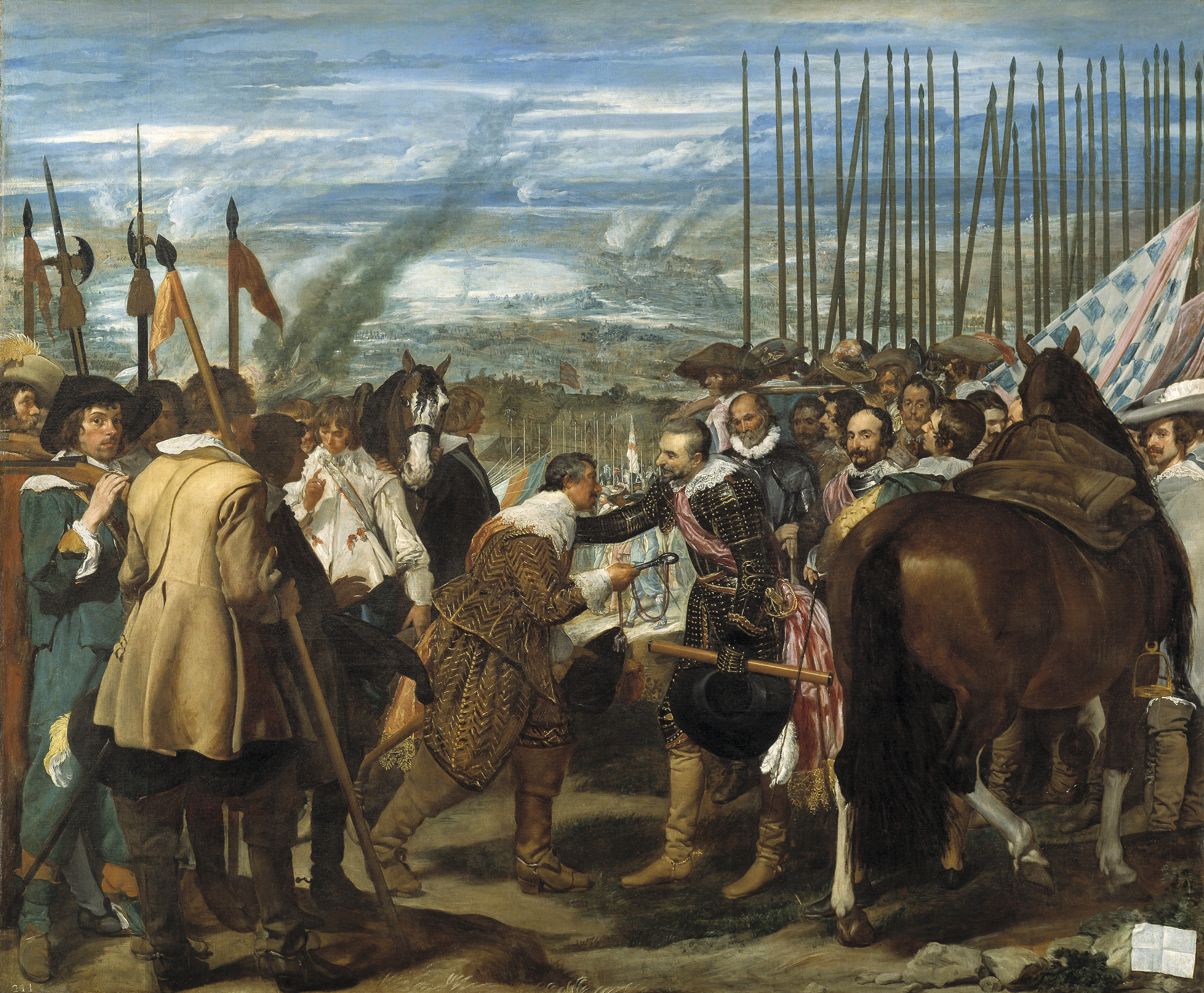
ブレダの開城 (1624-1625年)、ベラスケス画

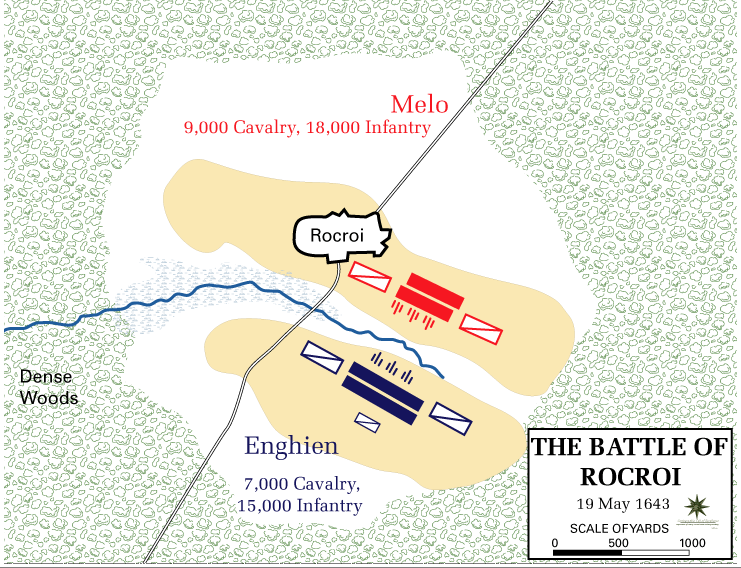
両軍の布陣

本作品は史実を背景として一剣士であるアラトリステの活躍を描いている。本節では作品理解を深めるためにその時代の歴史背景を解説する。
スペイン帝国

本作品開始時点のスペイン帝国領土はヨーロッパではスペイン・ポルトガル・イタリア南部・フランスの一部・オランダ・ベルギー、植民地は南北アメリカ大陸・アフリカ大陸・インド・フィリピンにまでおよび、「太陽の沈まない国」・「スペイン黄金世紀」と称されていた。その覇権を維持するために傭兵の大量雇用などを続けており、必要経費も膨大であった。このため先々代国王の時代には4回の破産宣告（パンカロータ）をおこない、その後もたびたびパンカロータを宣告するなど経済的な翳りは始まっていた。植民地である新大陸から産出する銀などの財だけでは足りず、貿易で儲けているネーデルラント(現代のオランダ・ベルギー・ルクセンブルク)は帝国の税収源とされていた。
八十年戦争
先々代国王時代の1566年にネーデルラントで反カトリックの暴動が発生し、その責任を問われて現地の貴族達が処罰され領地・財産を没収された。これを取り戻すために1568年より戦争が始まった。開戦後40年経ってネーデルラントの北部(現代のオランダ)は実質的な独立状態となったがスペイン・オランダ双方とも経済的に疲弊し1609年から12年間の休戦協定が結ばれた。
スペイン国王フェリペ4世は1621年に16歳で即位後すぐにネーデルラントでの戦争を再開するがネーデルラント北部を奪還することは叶わず、逆に現代のオランダ・ベルギー国境付近まで撤退することとなった。
三十年戦争
八十年戦争の休戦期間中であった1618年に神聖ローマ帝国(現代のドイツ・オーストリア・チェコ)で始まった戦争。スペイン帝国と神聖ローマ帝国を治めるハプスブルク家は2代前の世襲の際に領地を分割して分かれた同族であり、スペインは開戦初期から参戦した。当初は神聖ローマ帝国領内で起きたプロテスタントの反乱からはじまり、帝国内でプファルツ選帝侯フリードリヒ5世が皇帝に対抗して兵を挙げたが敗走した。しかしデンマーク・スウェーデンなどプロテスタントを奉じる国が介入して戦争が拡大した。
フランスは領土をスペイン帝国と神聖ローマ帝国に囲まれており両パプスブルク家からの脅威を受けていたため、パプスブルク家の勢力を削ぐためにカトリック国でありながらプロテスタント側を支援していた。1624年にはフランス主導でプロテスタント諸国をまとめたハーグ同盟を結成し、1635年にはスペインに宣戦布告して直接参戦した。
オリバーレス公伯爵

ガスパール・デ・グスマン・イ・ピメンテルは父より第3代オリバーレス伯爵の地位を受け継いだ。即位前のフェリペ4世に侍従として仕え伯爵位に特権を付与されたため、より上位のサンルーカル・ラ・マヨール公爵位を与えられた後もオリバーレス伯爵を名乗り続けたので公伯爵とも称された。フェリペ4世即位の翌年(1622年)には王の寵臣（バリード）として登用され、国政の実権を任された。オリバーレスは前国王が用いた寵臣らの汚職を糾弾し、贅沢品の禁止、売春宿や劇場の閉鎖、租税制度の改正など帝国の財政改革に尽力した。対外的には大国としての強硬姿勢を維持するため八十年戦争・三十年戦争を継続した。その能力は高く評価されているが、傾きかけた帝国を立て直すことは出来ずロクロワの戦いが起きた1643年に解任された。
イングランド皇太子チャールズ

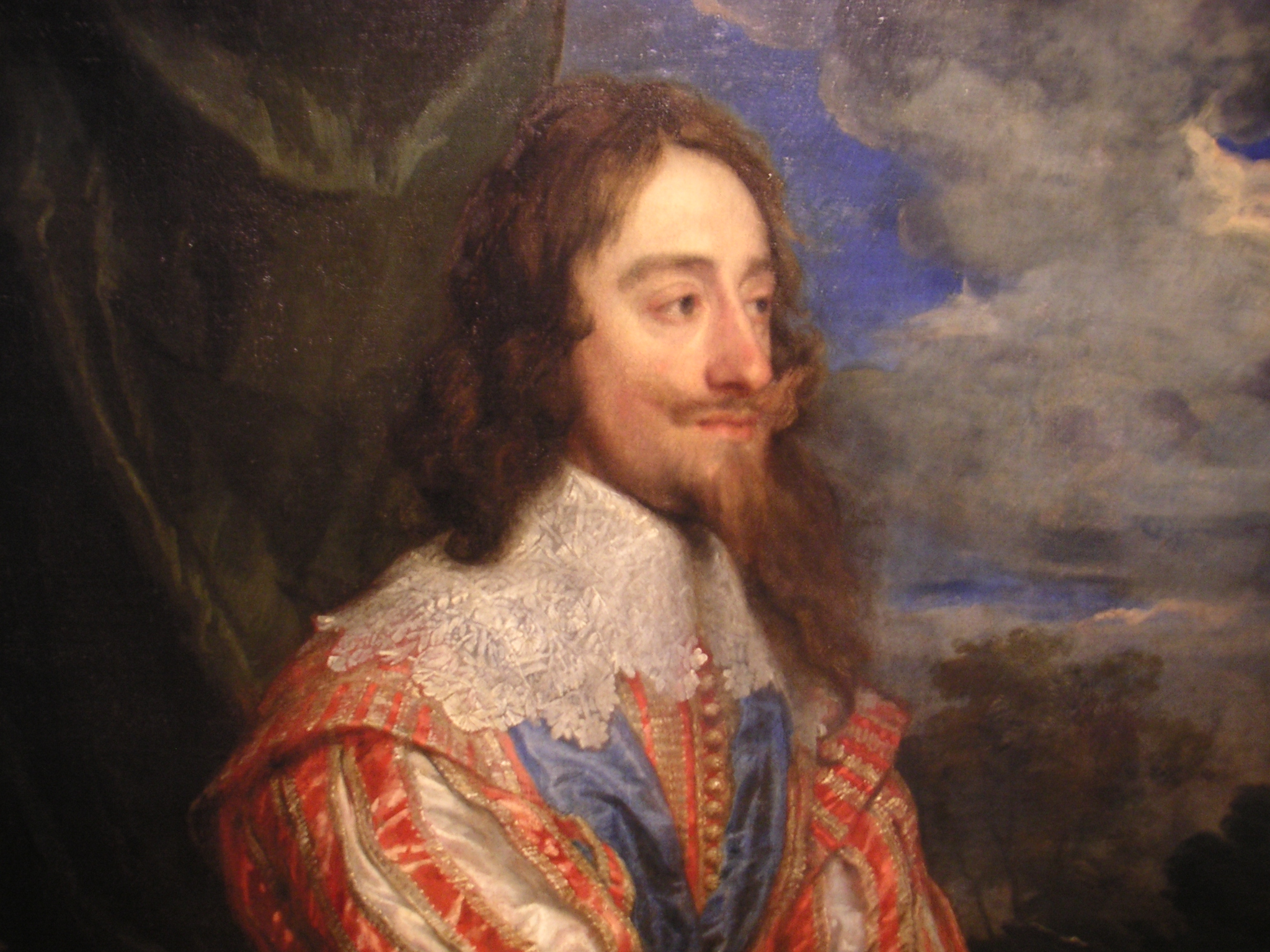
チャールズ1世、ヴァン・ダイク画

イングランドのスチュアート朝第2代国王チャールズ1世は皇太子であった22歳の年(1923年)に海軍本部の海軍卿ジョージ・ヴィリアーズを伴いマドリードを訪れる。スペイン国王フェリペ4世の妹マリア・アナと結婚し、その持参金代わりにスペインが三十年戦争初期に占拠したドイツ・ライン川流域のプファルツ選帝侯領を姉であるエリザベスの嫁ぎ先である選帝侯フリードリヒ5世に戻そうと目論んでのことだった。交渉は半年に及んだが皇太子のカトリック改宗などを要求されて婚姻はまとまらなかった。チャールズは2年後の即位の年にフランス王女ヘンリエッタ・マリア・オブ・フランスと結婚し、26年後の1649年に清教徒革命で斬首処刑された。大陸に亡命していた息子は後述するブレダの町で1660年に復位を提案して王政復古を成し遂げチャールズ2世となった。
ブレダの包囲戦

ブレダはベルギー国境に近いオランダの町で、メントスやフリスクの製造元である世界最大級の製菓会社、ペルフェティ・ファン・メレ社が本社工場をおいている。
オランダ王家の祖であり、八十年戦争初期のオランダを主導したオラニエ公ウィレム1世が幼少時に従兄弟から相続した領地のひとつである。戦争期間中を通じスペインとオランダの間で6度にわたり町の支配権が入れ替わった。最初は八十年戦争開戦前年の1567年にスペインから派遣されたネーデルラント総督フェルナンド・アルバレス・デ・トレド(アルバ公)がドイツに逃れたウィレム1世に代わり支配した。次に1577年にオランダ側が2ヶ月にわたる攻囲戦の後に取り戻した。1581年にはスペインが2日間の強襲で奪還。1590年にはウィレム1世の次男でオラニエ公を継いだマウリッツ・ファン・ナッサウが、泥炭輸送船に兵を隠して送り込むというトロイの木馬を思わせる奇襲で陥落させた。そして12年の停戦を挟んだ戦争再開後、この時期のスペイン軍を代表する名将でジェノバ出身のイタリア貴族の傭兵隊長アンブロジオ・スピノラが1624年から翌年にかけて町を包囲しつつ、外部からのオランダ軍救援部隊の攻勢を凌ぎ切った。ウィレム1世の庶子で町の守将を務めたユスティヌス・ファン・ナッサウはスペイン軍の侵入を防ぎ続けたが10ヶ月後に兵糧切れにより降伏した。病身を押して兄の救出に向かったオラニエ公マウリッツはブレダ陥落の前に病死し、ウィレム1世の末子フレデリック・ヘンドリックがオランダ指導者の地位を引き継いだ。オラニエ公フレデリック・ヘンドリックは12年後の1637年に4ヶ月の包囲で町を取り戻す。そのまま八十年戦争は終戦を迎えブレダはオランダの領土として確定する。

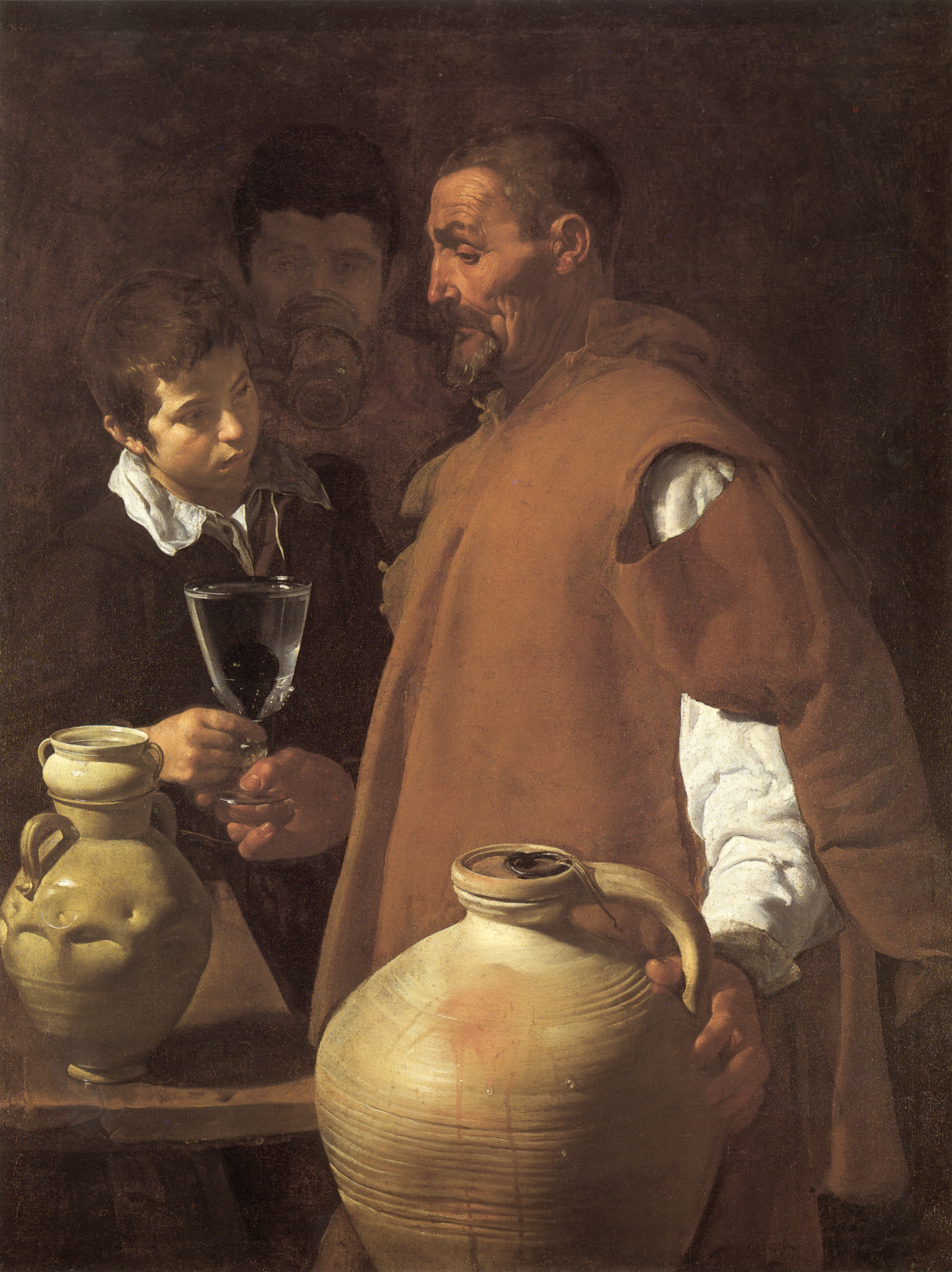
セビリアの水売り、ベラスケス画

ディエゴ・ベラスケス

ディエゴ・ロドリゲス・デ・シルバ・イ・ベラスケスは「スペイン黄金世紀」の絵画を代表する画家のひとり。セビリアの生まれで1623年に24歳で宮廷画家に取り立てられ、以後マドリードで暮らす。1629年に船でイタリアに旅した際にベラスケスは4年前にブレダの包囲戦を指揮したアンブロジオ・スピノラと同船している。スピノラはネーデルラント政策をめぐってオリバーレス公伯爵と対立し、前年に司令官職を解任されてスペインに戻り、イタリアに赴任する途中であったが翌年に病死する。ベラスケスは6年後の1635年にブレダでのスペイン軍の戦勝を描いた「ブレダの開城」を制作した。さらに2年後にブレダの町はオランダに奪い返されている。
セビリア
セビリアはスペイン南部の中心都市でアンダルシア州の州都。紀元前の古代ローマ時代からの歴史を持つ町である。大西洋沿岸から90kmほどの内陸部にあるが、町を流れるグアダルキビール川はアラビア語で「大いなる川」を意味するとおり大型船舶の遡上が可能である。作品開始時点の100年以上前に新大陸との貿易独占港として指定を国王から受けて通商院が設けられた。貿易港を一つに絞ったのは密貿易を防ぎ、外国人や異教徒など好ましからざる人物が新大陸に渡航せぬように管理するためである。大西洋を渡る全ての物資が町を経由していた。これによりセビリアの町は人口10万人を超える大都市となった。後には新大陸との貿易拠点の役割は大西洋岸の港町カディスに移った。

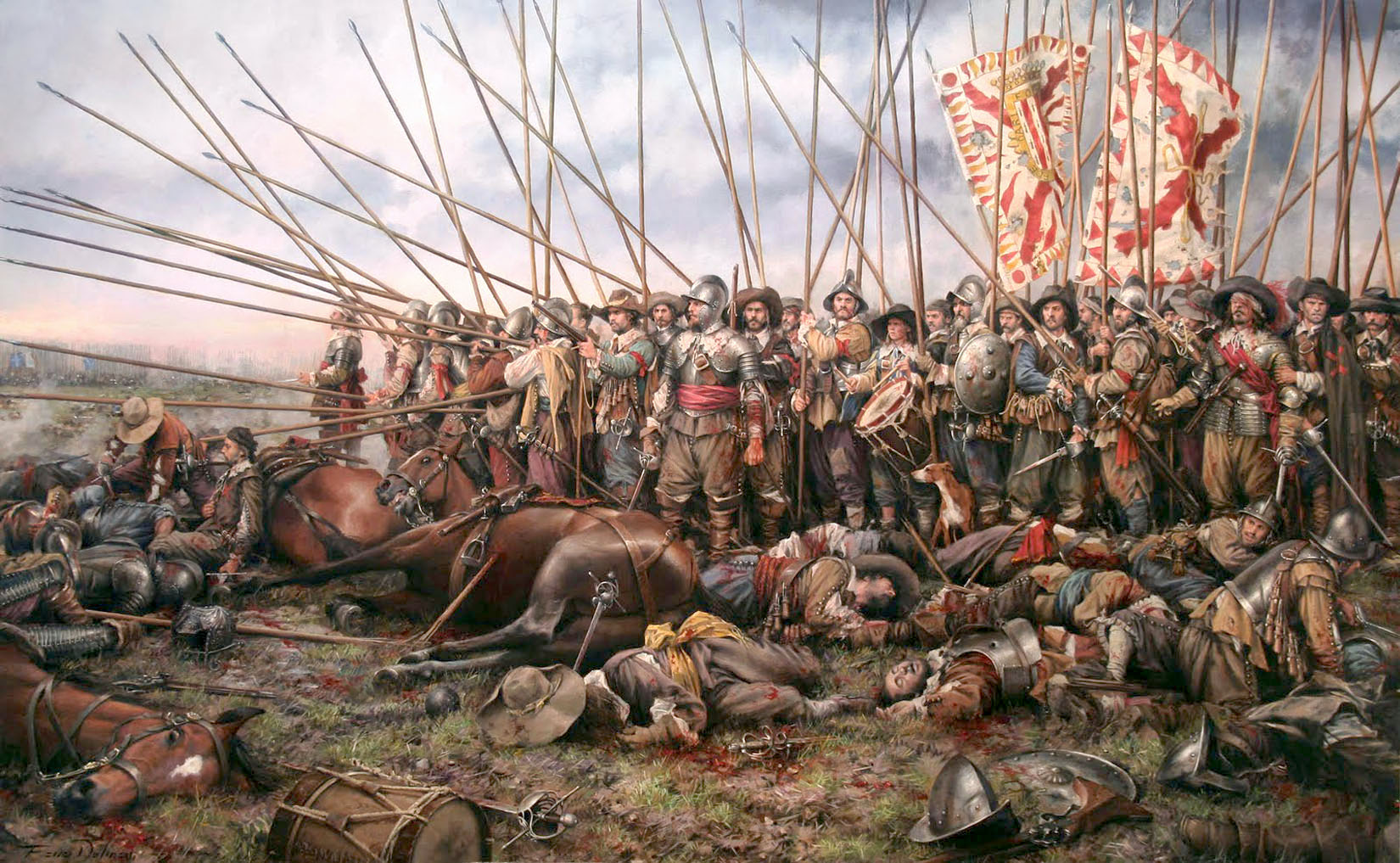
ロクロワの戦い、:es:Augusto Ferrer-Dalmau画

ロクロワの戦い

三十年戦争終盤の1635年にフランスが直接参戦した後、スペイン・フランス両国はスペイン本国に接するフランス南部およびスペイン領ネーデルラントに面するフランス北部国境の2方面で対峙していた。1643年にスペイン軍2万7千名がフランシスコ・ダ・メルロの指揮によりネーデルラント南部からフランスに侵攻を試みた。現代のベルギー国境に接するフランス領内の町ロクロワを包囲中に、22歳のコンデ公ルイ2世率いるフランス軍2万2千名が救援に駆けつけた。のちに数々の陣営で戦ったフランスの名将が初めて指揮を取った戦闘であった。これを知ったスペイン軍は町の包囲を解き、フランス軍を迎え撃った。両軍とも中央を歩兵部隊、その両側に騎兵部隊を配置して対向した。戦いは太陽王ルイ14世即位の5日後、5月19日に始まった。戦闘はコンデ公が直接指揮する右翼騎兵が活躍して敵騎兵を殲滅し、スペイン軍は歩兵を残すのみとなった。しかしスペイン歩兵は密集方陣(テルシオ)を組み、騎兵の突撃をはね返していた。そこで大砲による砲撃で密集方陣を攻め立てたところ、降伏の申し出があった。しかし降伏手続き中にスペイン側から火縄銃の発砲があり、戦闘は再開された。最終的にスペイン兵の死者八千名・捕虜七千名と過半を超え、スペインは大敗を喫した。
八十年戦争と三十年戦争の結末
オランダはネーデルラント北部の支配権を固めてスペインの侵攻を跳ね返し、1637年にはブレダの町を再度奪還した。スペインの本拠地であるイベリア半島では1640年にカタルーニャ反乱 (収穫人戦争)、ポルトガルの独立と離反が相次いだ。スペインが確保していたネーデルラント南部もフランスからの攻撃を受け続けた。スペインの盟友である神聖ローマ帝国もスウェーデン・フランス軍にドイツを越えてチェコまで蹂躙された。
最終的にはロクロワの戦いから5年後の1648年に関係諸国がウェストファリア条約を結んで長きにわたった八十年戦争と三十年戦争を終結させた。この条約でスペインはオランダの独立を承認した。しかしスペインとフランスの講和は妥結に至らず、両国の戦争は1659年まで続いた。

## 製作
スペインのアルトゥーロ・ペレス=レベルテによる同名のベストセラー小説シリーズを原作としており、監督のアグスティン・ディアス・ヤネスが脚本作成も担当した。製作開始時点で既刊の原作5巻までの主要なエピソードを取り入れている。
制作費は2,800万ドルが投入され、2009年に制作費7,000万ドルのアレクサンドリアに抜かれるまでスペイン映画として最高額であった。アグスティン・ディアス・ヤネス監督は2006年のローマ映画祭でのインタビューにおいて「これだけの制作費がかかったのはアラトリステが時代劇であったからです。スペインには時代劇を製作する充分な伝統が無いんです」と語った。
物語の舞台はスペインにとどまらずオランダ・ベルギーなど往時のスペイン帝国領土に広がるが、映画撮影は全てスペイン国内でおこなわれた。
フェンシング選手としてオリンピック出場経験がありスターウォーズエピソード5・6においてダース・ベイダー役の剣戟スタントを務めたボブ・アンダーソンが戦闘シーンの演技指導をおこなった。ヤネス監督は剣戟の描写に「リアルでテンポが速く、残酷な感じを求めて」おり、その要求に応えて迫力のあるアクションを演出した。
作品の上映時間は145分である。しかし原作者のアルトゥーロ・ペレス=レベルテは2006年12月のインタビューで「配給会社の要求で1時間近くの場面を削った」と述べている。しかし、劇場公開の3ヶ月後に刊行された第6巻の執筆においては「映画からインスピレーションを与えられた」と語っている。

### キャスティング
本作では英語を母語とするアメリカの俳優ヴィゴ・モーテンセンを主人公のディエゴ・アラトリステ役に起用し、モーテンセンは全てのセリフをスペイン語で演じた。これに関し本人は「スペイン映画史上最大の大作でスペイン人の英雄を演じることはちょっと怖かったけど」、「やはり僕はスペイン人ではないし、正確によりスペイン人のように演じたかったからね。たくさん指導を受けたり、助けられたりしたのですごくうまく演じられたと思う。」と述べている。モーテンセンは幼少期をスペイン語圏の南米アルゼンチンで過ごして大学ではスペイン文学を学んでおり、その演技は「全編スペイン語で男のロマンを体現した」と評され、スペインの映画賞で主演男優賞にノミネートされた。

## 劇場公開と興行成績
2006年9月1日にスペインで公開された。続いて12月29日にはラトビア、翌年1月12日にチェコ、19日にブルガリアで上映された。またヴェネツィア国際映画祭・トロント国際映画祭・ローマ映画祭・マイアミ国際映画祭などでも上映された。日本では2年後の2008年12月13日から上映された。
スペイン国内では最初の週末に447館で上映されて588万ドルの収入をあげ、公開後4週にわたり週末興行成績第1位となった。全世界における興行収入合計は2,332万ドルであった。うちスペイン国内が2,121万ドルで収入の9割を占めた。国外ではイタリアが最大で68万ドルと全体の3%で以下メキシコ・ロシアの順であった。

## 作品評価
スペイン映画芸術科学アカデミーによって設立されたゴヤ賞の第21回選考（2007年）において全28部門中15部門でノミネートされた。最終選考の結果、製作監督賞をクリスティーナ・スマラガ（Cristina Zumárraga）、美術賞をベンハミン・フェルナンデス（
Benjamín Fernández）、衣装デザイン賞をフランチェスカ・サルトーリ（Francesca Sartori）が受賞した。
Web版バラエティ誌2006年9月16日付けの記事においてジョナサン・ホランドは「スペイン帝国の没落が始まった17世紀前半に設定された英雄的な剣士、というのは映画にとって魅力的な題材だ。しかしエピソード過多で慌ただしく盛り上がりに欠けるストーリーを贖うことは、素晴らしい映像やスペインの役者陣による優れた演技をもってしても出来ることではない」「原作小説から過剰にエピソードを取り込むというヤネス監督の決定により脚本は酷いものとなった。そのせいで物語は要約的かつブツ切れになっているように感じられる」と記した。映画評論家の細谷美香は、「駆け足でヒーローの奮闘を追いかけた印象は否めない」が「ヴィゴ・モーテンセンの熱演が、映画のマイナス面をカバーしている」と評した。恩田泰子はアラトリステの「男の美学には、日本の侍にも一部通じるものがある」としたが、「その物語を楽しむには、見る側にも、主人公の周囲でうずまく数々の謀略に翻弄されて迷子にならない覚悟が要求される」とした。高橋諭治は「登場人物の因果関係が少々つかみづらくて戸惑う」、大場正明は「20年以上に渡る主人公の半生を145分に収める窮屈な構成であるため、物語のうねりは伝わりにくいが、それでも見応えはある」とした。

## 備考

### 日本語訳の誤り
モーテンセンは2015年に受けた映画雑誌「ムービー・スター」のインタビューで、アラトリステのプロモーションの際に来日したことについての話題の中で「日本語字幕に誤訳があったことで少し腹を立て」たことがあったと述べた。しかし「日本の観客はストーリーを理解してくれたと思うし、感動してくれたと思うから、まあそれは良しとしよう」とも述べている